# Lee Seung-woo
Lee Seung-woo (tiếng Hàn: 이승우; Hanja: 李昇祐; Hán-Việt: Lý Thăng Hựu; sinh ngày 6 tháng 1 năm 1998) là một cầu thủ bóng đá chuyên nghiệp người Hàn Quốc đang thi đấu ở vị trí tiền đạo cho câu lạc bộ Suwon FC và đội tuyển quốc gia Hàn Quốc. Anh từng được đào tạo tại lò La Masia của F.C. Barcelona. Anh đã cùng với đội tuyển Hàn Quốc tham dự World Cup 2018.
Lee là một tài năng trẻ được đánh giá rất cao của bóng đá Hàn Quốc, thậm chí còn được gọi với biệt danh Messi Hàn Quốc.

## Sự nghiệp câu lạc bộ

### Barcelona B

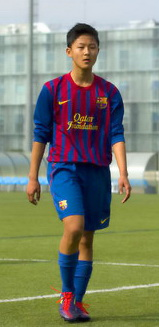
Lee Seung-woo trong màu áo đội trẻ Barcelona năm 2012

Ở tuổi 12, Lee đã thu hút sự chú ý của F.C. Barcelona sau khi anh trở thành cầu thủ ghi bàn hàng đầu ở giải Danone Nations Cup 2010, một trong những giải đấu bóng đá trẻ danh tiếng nhất. Sau giải đấu, anh được tuyển trạch viên Albert Puig để ý và đưa vào lò La Masia.
Khi còn khoác áo đội Barcelona Juvenil A, Lee thường xuyên được so sánh với ngôi sao số 1 của CLB Lionel Messi vì lối chơi và những phẩm chất gần như tương đồng, cũng như thành tích từng ghi đến 39 bàn chỉ sau 29 trận cho đội U13, phá kỷ lục mà chính Messi đã thiết lập khi còn đá ở đội trẻ vào năm 2000.
Lee cũng được vinh danh là cầu thủ xuất sắc nhất trong 4 giải đấu trẻ: Torneo Canillas, Memorial Gaetano Scirea, Memorial Gaetano Scirea, Trofeo San Bonifacio và Gabala Cup; và được đặt biệt danh là "Messi Hàn Quốc". Tuy nhiên, anh không được phép thi đấu chuyên nghiệp trong ba năm cho đến khi đủ 18 tuổi theo quy định chuyển nhượng của FIFA. Vào ngày 13 tháng 3 năm 2016, Lee có trận ra mắt cho đội B của Barcelona.

### Hellas Verona
Ngày 31 tháng 8 năm 2017, Lee gia nhập câu lạc bộ Ý Hellas Verona F.C. với bản hợp đồng bốn năm cùng mức phí chuyển nhượng 1,5 triệu euro. Barcelona vẫn giữ quyền mua lại anh cho đến năm 2019 với mức phí không được tiết lộ.
Vào ngày 24 tháng 9 năm 2017, Lee đã ra mắt Serie A cho Verona trong hiệp hai của trận gặp SS Lazio.
Vào ngày 6 tháng 5 năm 2018, Lee đã ghi bàn thắng đầu tiên ở Serie A trong trận gặp A.C. Milan. Tuy nhiên, bất chấp bàn thắng của Lee Seung-woo, Hellas Verona vẫn thua 1–4. Cuối mùa, đội đã bị xuống hạng Serie B.
Sang mùa giải 2018–19, Lee đã ghi một bàn thắng và hai đường kiến tạo trong 27 lần ra sân ở Serie B và Hellas Verona đã trở lại Serie A chỉ sau một năm vắng mặt, nhờ chiến thắng trong trận play-off thăng hạng.

### Sint-Truiden
Vào ngày 30 tháng 8 năm 2019, Lee gia nhập câu lạc bộ Sint-Truidense V.V. ở giải vô địch Bỉ, cùng với cầu thủ Việt Nam Nguyễn Công Phượng. Anh đã bị loại khỏi danh sách đăng ký thi đấu trong 12 trận liên tiếp và điều này gây ra nhiều tranh cãi ở Hàn Quốc. Ban đầu, lý do khiến Lee không thể sớm được thi đấu ở đội bóng mới là do phải làm giấy phép lao động. Tuy nhiên, nhiều nguồn tin từ Bỉ cho hay, nguyên nhân thực sự khiến anh không được đăng ký là vì thái độ ngôi sao. Lee được cho là đã bị ban huấn luyện đuổi khỏi một buổi tập của Sint-Truiden.
Vào ngày 29 tháng 11 năm 2019, Lee lần đầu tiên có tên trong danh sách đăng ký thi đấu trong trận gặp Genk nhưng không được vào sân. Vào ngày 26 tháng 12 năm 2019, anh có trận ra mắt giải VĐQG Bỉ trước Waasland-Beveren. Anh ấy đã kết thúc mùa giải đầu tiên của mình với chỉ bốn lần ra sân sau khi giải VĐQG Bỉ kết thúc sớm, do đại dịch COVID-19 gây ra.
Vào ngày 13 tháng 9 năm 2020, Lee ghi bàn thắng đầu tiên và thứ hai cho Sint-Truiden trước Royal Antwerp, nhưng đội của anh đã thua 2-3 dù anh đã để lại dấu ấn với một cú đúp.

## Sự nghiệp quốc tế
Lee khởi đầu sự nghiệp quốc tế trong đội hình U-16 của Hàn Quốc thi đấu ở vòng loại giải vô địch bóng đá U-16 châu Á 2014, nơi anh đã ghi được một hat-trick trong 34 phút trước U-16 Lào. Anh cũng ghi thêm 1 bàn nữa để hoàn tất cú poker sau trận.
Vào tháng 4 năm 2014, Lee là thành viên của U-16 Hàn Quốc giành vị trí Á quân tại giải đấu Montaigu, anh cũng được chọn vào đội hình tiêu biểu của giải đấu. Vào tháng 9, anh cùng U-16 Hàn Quốc giành một ngôi Á quân khác, lần này tại giải vô địch bóng đá U-16 châu Á 2014. Màn trình diễn hay nhất của anh là trong trận đấu với Nhật Bản ở tứ kết khi đã lập 1 cú đúp. Anh đã ghi 5 bàn và kiến tạo 4 lần trong 5 trận ra sân, đoạt giải thưởng cầu thủ hay nhất giải. Vị trí thứ hai ở giải đã giúp Hàn Quốc giành được một suất tham dự FIFA U-17 World Cup 2015.
Vào năm 2015, Lee là thành viên trẻ nhất của đội U-18 của Hàn Quốc đã tham gia Cup JS Suwon.
Tại U-17 World Cup 2015, Lee là một nhân tố nổi bật. Anh đã giúp Hàn Quốc giành chiến thắng trong trận gặp Brazil ở vòng bảng. Tuy nhiên, Hàn Quốc cuối cùng đã thua Bỉ ở vòng 16 đội. Anh nhanh chóng quay trở lại Hàn Quốc sau đó để luyện tập với đội bóng dự bị Suwon FC cho đến tháng 1 năm 2016, khi anh đủ 18 tuổi và có thể tham gia trận đấu chính thức cho FC Barcelona.
Lee đã được gọi vào đội U-20 Hàn Quốc thi đấu ở U-20 World Cup 2017 tổ chức tại quê nhà. Anh ghi được hai bàn thắng ở giải đấu này.
Lee đã lần đầu tiên được gọi vào đội tuyển quốc gia Hàn Quốc để chuẩn bị cho World Cup 2018 vào tháng 5 năm 2018 khi anh có tên trong danh sách sơ bộ 28 người của ĐTQG. Lee Seung-woo đã đóng một vai trò quan trọng trong chiến thắng 2-0 của Hàn Quốc trước Honduras ở trận giao hữu tại Daegu vào ngày 28 tháng 5 năm 2018. Anh đã chơi như một nhạc trưởng ở hàng tiền vệ. Lee cũng kiến tạo 1 bàn thắng cho Son Heung-min.
Tại kỳ World Cup trên đất Nga, Lee ngồi dự bị cả ba trận vòng bảng và chỉ vào sân trong hiệp hai trong hai trận đấu trước Thụy Điển và Mexico.
Không lâu sau World Cup, Lee đã được gọi vào đội tuyển Olympic Hàn Quốc bởi huấn luyện viên Kim Hak-bum để thi đấu ở ASIAD 2018 diễn ra tại Indonesia. Vào ngày 23 tháng 8, khi Hàn Quốc gặp Iran ở vòng 16 đội, Lee Seung-woo đã ghi bàn thắng đầu tiên ở ASIAD, giúp đội nhà thắng 2-0. Trong trận bán kết với Việt Nam, Lee đã ghi 1 cú đúp giúp Hàn Quốc thắng 3-1 và tiến vào chung kết. Dù liên tiếp tỏa sáng, trong trận chung kết với Nhật Bản, Lee xuất phát ở vị trí dự bị. Đến hiệp hai, Lee đã được vào sân, nhưng cả hai đội đều không thể ghi bàn trong 90 phút đầu tiên. Trong hiệp phụ, Lee đã nhận được đường chuyền của Son Heung-min và ghi bàn thắng mở tỷ số, chung cuộc Hàn Quốc thắng 2-1. Lee cùng các đồng đội của anh đã giành được tấm huy chương vàng ASIAD và qua đó được miễn nghĩa vụ quân sự ở quê nhà.
Lee được triệu tập bổ sung vào đội tuyển Hàn Quốc tham dự Cúp bóng đá châu Á 2019, nhưng anh không được vào sân một trận nào.

## Thống kê sự nghiệp

### Câu lạc bộ
Tính đến 13 tháng 9 năm 2020
| Câu lạc bộ          | Mùa                 | Giải VĐQG                        | Giải VĐQG | Giải VĐQG | Cúp quốc gia | Cúp quốc gia | Cúp châu lục | Cúp châu lục | Khác | Khác | Tổng cộng | Tổng cộng |
| Câu lạc bộ          | Mùa                 | Cấp độ giải đấu                  | Trận      | Bàn       | Trận         | Bàn          | Trận         | Bàn          | Trận | Bàn  | Trận      | Bàn       |
| ------------------- | ------------------- | -------------------------------- | --------- | --------- | ------------ | ------------ | ------------ | ------------ | ---- | ---- | --------- | --------- |
| FC Barcelona B      | 2015–16             | Segunda División B               | 1         | 0         | —            | —            | —            | —            | —    | —    | 1         | 0         |
| Hellas Verona       | Serie A 2017–18     | Serie A                          | 14        | 1         | 2            | 0            | —            | —            | —    | —    | 16        | 1         |
| Hellas Verona       | 2018–19             | Serie B                          | 23        | 1         | 1            | 0            | —            | —            | 3    | 0    | 27        | 1         |
| Hellas Verona       | Total               | Total                            | 37        | 2         | 3            | 0            | —            | —            | 3    | 0    | 43        | 2         |
| Sint-Truiden        | 2019–20             | Giải bóng đá vô địch quốc gia Bỉ | 4         | 0         | 0            | 0            | —            | —            | —    | —    | 4         | 0         |
| Sint-Truiden        | 2020–21             | Giải bóng đá vô địch quốc gia Bỉ | 11        | 2         | 0            | 0            | —            | —            | —    | —    | 11        | 2         |
| Sint-Truiden        | Tổng cộng           | Tổng cộng                        | 15        | 2         | 0            | 0            | —            | —            | —    | —    | 15        | 2         |
| Tổng cộng sự nghiệp | Tổng cộng sự nghiệp | Tổng cộng sự nghiệp              | 52        | 4         | 3            | 0            | 0            | 0            | 3    | 0    | 58        | 4         |

1. ↑  Thi đấu tại vòng play-off tranh vé thăng hạng Serie B 2018-19.

### Cấp tuyển
| Năm                         | Trận                        | Bàn                         |
| Đội tuyển quốc gia Hàn Quốc | Đội tuyển quốc gia Hàn Quốc | Đội tuyển quốc gia Hàn Quốc |
| --------------------------- | --------------------------- | --------------------------- |
| 2018                        | 7                           | 0                           |
| 2019                        | 4                           | 0                           |
| Tổng                        | 11                          | 0                           |

## Thành tích

### Quốc tế
U-17 Hàn Quốc
- Giải vô địch bóng đá U-16 châu Á: 2014

U-23 Hàn Quốc
- Đại hội Thể thao châu Á: 2018

### Cá nhân
- Cầu thủ xuất sắc nhất Giải vô địch bóng đá U-16 châu Á: 2014[21]
- Vua phá lưới Giải vô địch bóng đá U-16 châu Á: 2014[21]
- Cầu thủ trẻ xuất sắc nhất châu Á: 2017[22]
- Giải thưởng KFA: 2017[23]